# فيزيمياري (ماريج إل)
فيزيمياري (بالروسية: Визимьяры) هي مدينة في جمهورية ماري إل في روسيا.
يبلغ عدد سكانها حوالي 2310   نسمة.